# Te Nggano
Te Nggano a. Tungano – jezioro na wyspie Rennell, należącej do Wysp Salomona, największe jezioro Oceanii (nie licząc jezior w Nowej Zelandii), powstałe z dawnej laguny. Posiada powierzchnię 155 km² i wypełnione jest wodą brachiczną. W obszarze jeziora leżą liczne wysepki zbudowane z koralowca. Żyje tu wiele endemicznych gatunków roślin i zwierząt.
Jezioro leży w obrębie regionu East Rennell, w 1998 roku wpisanego na listę światowego dziedzictwa przyrodniczego UNESCO.